# Observatorio de Colleverde
El observatorio de Colleverde es un observatorio astronómico italiano situado en la fracción de Colleverde perteneciente al municipio Guidonia Montecelio. Su código MPC es 596 Colleverde de Guidonia.
Fundado en el año 1981 por iniciativa privada del astrónomo Vincenzo Silvano Casulli, estuvo operativo hasta el año 2003, cuando el fundador se trasladó a Borbona.
El Centro de Planetas Menores acredita al astrónomo el descubrimiento de tres asteroides llevado a cabo entre los años 1994 y 2000. A partir de esa fecha, Casulli realizó un gran número de descubrimientos que se le atribuyen directamente.